# Крутов, Григорий Максимович
Григорий Максимович Крутов (1894 год, Волынская губерния, Российская империя — 26 мая 1938 года, Хабаровск, СССР) — советский государственный и партийный деятель, председатель Дальневосточного крайисполкома в 1933 — 1937 годах.

## Биография
Григорий Максимович Крутов родился в 1894 году в с. Юрдиха Ковельского уезда Волынской губернии, расположенной в западной части Российской империи, на границе с Австро-Венгрией.
В сентябре 1929 года Г. М. Крутов был назначен председателем исполнительного комитета Владивостокского окружного совета. Одновременно исполнял обязанности председателя Владивостокского горсовета во время отсутствия председателя горсовета М. П. Старкова (1929—1931). После ликвидации округа 30 июля 1930 года Крутов был отозван в краевой центр, в 1931 году занимал пост чрезвычайного уполномоченного Далькрайкома и Далькрайисполкома, в августе 1931 года исполнял обязанности председателя Далькрайисполкома.

### Председатель Далькрайисполкома
11 марта 1933 года, после того как решением ЦК ВКП(б) были сняты с постов руководители Дальневосточного края, Григорий Максимович Крутов был назначен председателем исполнительного комитета Дальневосточного краевого Совета рабочих и крестьянских депутатов. В мае того же года он возглавил только что сформированный Комитет по руководству строительством в ДВК, в июне по должности стал председателем Совета Дальневосточного банка.
Одним из значимых достижений Г. М. Крутова в этот период стало Постановление СНК СССР и ЦК ВКП(б) от 11 декабря 1933 года «О льготах для населения ДВК», принятия которого Крутов добился в ходе поездки в Москву. Согласно постановлению, с 1 января 1934 года Дальневосточный край освобождался от обязательных поставок зерна и риса на 10 лет (единоличники на 5 лет), на 50 % снижался сельхозналог, повышались цены на рыбу-сырец, повышалась на 20 % зарплата рабочим, инженерам, учителям, медперсоналу, военным, на 50 % — рядовому составу РККА. Известие о принятии постановления было отмечено митингами в городах и на предприятиях края, а рабочие цеха № 7 хабаровского завода «Дальсельмаш» выдвинули лозунг «Надо жить и работать на Дальнем Востоке!». За несколько дней до этого Далькрайисполком утвердил перечень местностей Дальневосточного края, на которые было распространено действие Постановление ВЦИК и СНК РСФСР от 10 мая 1932 года «О льготах работникам Крайнего Севера». В 1934 году Крутов отменил как незаконную плату за индивидуальные огороды, выделенные рабочим. Большой толчок к развитию края дало и Постановление СНК СССР от 17 июля 1934 года «О просвещении, здравоохранении и лесном хозяйстве на Дальнем Востоке», предполагавшее строительство в ДВК 150 школ и выделение учителям более 300 квартир, постройку пединститута и химфармзавода в Хабаровске, расширение Хабаровского мединститута, постройку Хабаровской железнодорожной больницы и пр.
В марте 1934 года Г. М. Крутов возглавил в качестве председателя сформированную в крае комиссию по спасению челюскинцев, а в мае был утверждён председателем Комиссии по встрече героев Арктики во Владивостоке 7 июня. В том же 1934 году ледокол «Фёдор Литке» впервые за историю Арктики совершил сквозную навигацию по Северному морскому пути из Владивостока в Мурманск, о чём начальник экспедиции рапортовал телеграммой Крутову и первому секретарю Далькрайкома ВКП(б) Лаврентьеву.
11 августа 1934 года Г. М. Крутов возглавил Краевой избирательный комитет, призванный провести выборы на 5-й краевой съезд Советов и проконтролировать первые выборы советских органов в новообразованных Зейской, Нижне-Амурской, Уссурийской и Хабаровской областях края. Вечером 25 декабря 1934 года Г. М. Крутов открыл 5-й съезд Советов Дальневосточного края и выступил на нём с двухдневным отчётом, а 30 декабря на первом пленуме ДКИК был переизбран председателем Дальневосточного крайисполкома.
Г. М. Крутов был делегатом XVI и XVII съездов ВКП(б). На XVII съезде, 10 февраля 1934 года он был избран членом Центральной Ревизионной Комиссии ВКП(б).

### Арест, следствие и расстрел
В 1937 году Г. М. Крутов повергся резкой критике со стороны нового партийного руководителя Дальневосточного края И. М. Варейкиса, а прибывшая в край 23 апреля 1937 года бригада сотрудников центрального аппарата НКВД СССР во главе с комиссаром госбезопасности 2-го ранга Л. Г. Мироновым начала разработку дел на руководителей ДВК. Однако никаких мер в отношении Г. М. Крутова не принималось до июня 1937 года. Только после того как начальником Управления НКВД по Дальневосточному краю на короткое время был назначен комиссар государственной безопасности 1-го ранга В. А. Балицкий из Москвы в Хабаровск пришли материалы о «троцкистской деятельности» Крутова и санкция на его арест.
Григорий Максимович Крутов был арестован Управлением государственной безопасности Управления НКВД по Дальневосточному краю 4 июня 1937 года. Хабаровский журналист А. С. Сутурин, не указывая свои источники, так описывал арест Крутова и его последние дни перед арестом:
Григория Максимовича Крутова, председателя Дальневосточного крайисполкома, арестовали четвёртого июня 1937 года во второй половине дня. Одни говорят, что взяли его в машине. Другие утверждают, что это случилось в поликлинике и что арестом руководил давний его знакомый, заместитель начальника Управления государственной безопасности НКВД по Дальневосточному краю С.И. Западный...
Накануне ареста, не пройдя в списки для тайного голосования по выборам крайкома партии и поняв, что это сегодня равносильно приговору, Григорий Максимович отправил телеграмму Сталину с мольбой защитить его. Время летело, а ответа из Москвы всё не было.

Убедившись, что Сталин не внял его просьбе, Крутов дозвонился в резиденцию его особоуполномоченного в Хабаровске М. Шкирятова. Тот сонным голосом буркнул: «А, это ты, Гришка, тебя ещё не спеленали?» Все надежды на спасение рухнули.
Постановлением пленума ЦК ВКП(б) 23 — 29 июня 1937 года Крутов был исключён из состава Центральной Ревизионной Комиссии ВКП(б).
Делом Крутова занимался старший майор государственной безопасности А. А. Арнольдов, возглавивший группу работников центрального аппарата НКВД после отзыва Л. Г. Миронова. Он добился от вернувшегося к руководству УНКВД по ДВК комиссара госбезопасности 1-го ранга Т. Д. Дерибаса передачи ему следственного дела на Крутова и лично приступил к допросам, выдавая себя за представителя ЦК ВКП(б) и уговаривая Крутова в интересах партии признаться в инкриминируемых тому преступлениях. Вскоре на основании показаний Г. М. Крутова и Г. Г. Гербека Арнольдов с санкции Дерибаса арестовал более 30 руководителей краевых советских, партийных и хозяйственных органов, руководящих работников краевого аппарата НКВД.
Г. М. Крутов был объявлен одним из главных руководителей Дальневосточного параллельного правотроцкистского центра, руководимого Я. Б. Гамарником, Л. И. Лаврентьевым, И. М. Варейкисом и др. Утверждалось, что в 1934 году Гамарник лично инструктировал на предмет «троцкистской деятельности» Крутова и Лаврентьева, назначенных первыми лицами в Дальневосточный край.
26 мая 1938 года Выездная сессия Военной коллегии Верховного Суда СССР в г. Хабаровске приговорила Григория Максимовича Крутова к высшей мере наказания по ст. 58-1а-2-8-9-11 УК РСФСР. В тот же день приговор был приведён в исполнение .
Старший майор госбезопасности А. А. Арнольдов, занимавшийся делом Г. М. Крутова, был арестован уже в августе 1937 года и расстрелян в 1938 году.
Григорий Максимович Крутов был реабилитирован 20 октября 1956 года определением Военной коллегии Верховного суда СССР. Дело было прекращено за отсутствием состава преступления.